# Barbarea bosniaca
Barbarea bosniaca (лат.) — вид двудольных растений рода Сурепка (Barbarea) семейства Капустные (Brassicaceae). Впервые описан шведским ботаником Сванте Самуэлем Мурбеком в 1891 году.

## Распространение, описание
Эндемик Боснии и Герцеговины, распространённый в центральной части страны. Типовой экземпляр собран в окрестностях Сараево.
Число хромосом — 2n=16.

## Замечания по охране
Согласно данным Международного союза охраны природы вид имеет неясный природоохранный статус («data deficent»). Данных о состоянии популяции недостаточно, однако известно о серьёзных угрозах, которые исходят от проводимой на некоторых участках произрастания растения урбанизации.
Barbarea bosniaca внесён в Красную книгу Боснии и Герцеговины.